# Rda (costume)
Le Rda (en arabe : الردا) parfois appelé Melhafa, est un drapé traditionnel algérien, porté lors de cérémonies dans l'Ouest algérien et notamment à Tlemcen et Oran.

## Description
Le rda est un péplos drapé d'origine berbère en soies légères unies ou fleuries. C'est une pièce de quatre mètres de long, en mousseline de soie, de type mensoudj au fond clair, le plus souvent bleu, mauve ou rose, parcouru de rayures en or. Le mensoudj est un luxueux tissu à rayures doré ou argenté fait à la main, dont la ville de Tlemcen conserve le tissage.
Le rda a résisté face aux apports nouveaux. À l’instar de toutes les formes archaïques de costumes, il correspond à des rectangles d’étoffe tissés sur mesure qui, ne sont ni taillés, ni cousus. Son aspect désuet est toutefois compensé par le raffinement des matières sélectionnées. Aujourd'hui, les fibules placées sur les épaules ne sont que décoratives puisque les plis du drapé sont cousus ensemble pour faciliter l'usage de la robe.
Le rda se porte le jour de fêtes dans l'Ouest algérien et notamment à Tlemcen et Oran. Il est porté sur une veste appelée qât, richement brodée d'or ou d'argent, très largement ouverte sur la poitrine, à manches longues et fendues aux poignets. C'est l'ancien djabadouli des Algéroises, seuls les manches sont visibles. Lors des cérémonies, il est porté avec une coiffe conique (chéchia) d'origine médiévale. La mariée de Tlemcen porte  cette tenue le lendemain du hammam, à l'issue de la cérémonie de mariage. Dans la ville d'Oran, la mariée porte le rda pour la cérémonie dite de hzam (« ceinture »)
La mariée d'Annaba revêt parfois d'une melhafa analogue, de satin broché, de teinte claire. Le rdâ est également le nom d'une pièce d'étoffe plus grossière qui drape les épaules des campagnardes. Il enveloppait aussi les pèlerins en lui laissant le bras droit en partie découvert et les défunts.
Le rda figurait dans le premier ouvrage recensant les modes vestimentaires mondiales, publié en 1590 sous le titre De gli habiti antichi e moderni di diverse parti del mondo par le vénitien Cesare Vecellio. Il caractérise l'habit pour une « femme de Tlemcen » et s'étend sur une tunique aux manches ouvertes et amples.
La melhafa ou elhaf fait partie du costume traditionnel de l'ensemble de la région des Aurès et de plusieurs régions du Sahara algérien : la zone entre Ghardaïa et Timimoun, ainsi qu'au Souf et à Ouargla.

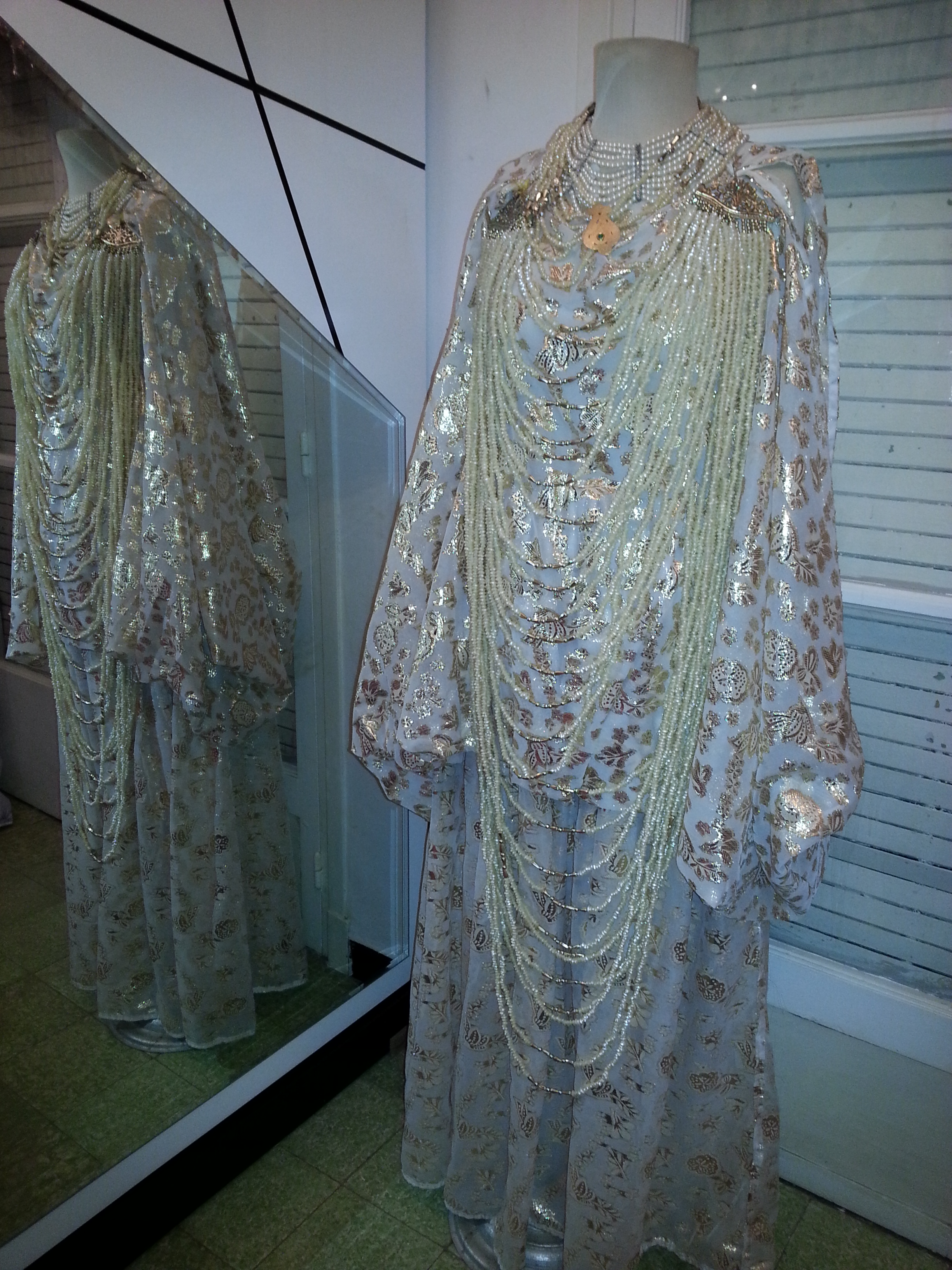
Rda actuel.
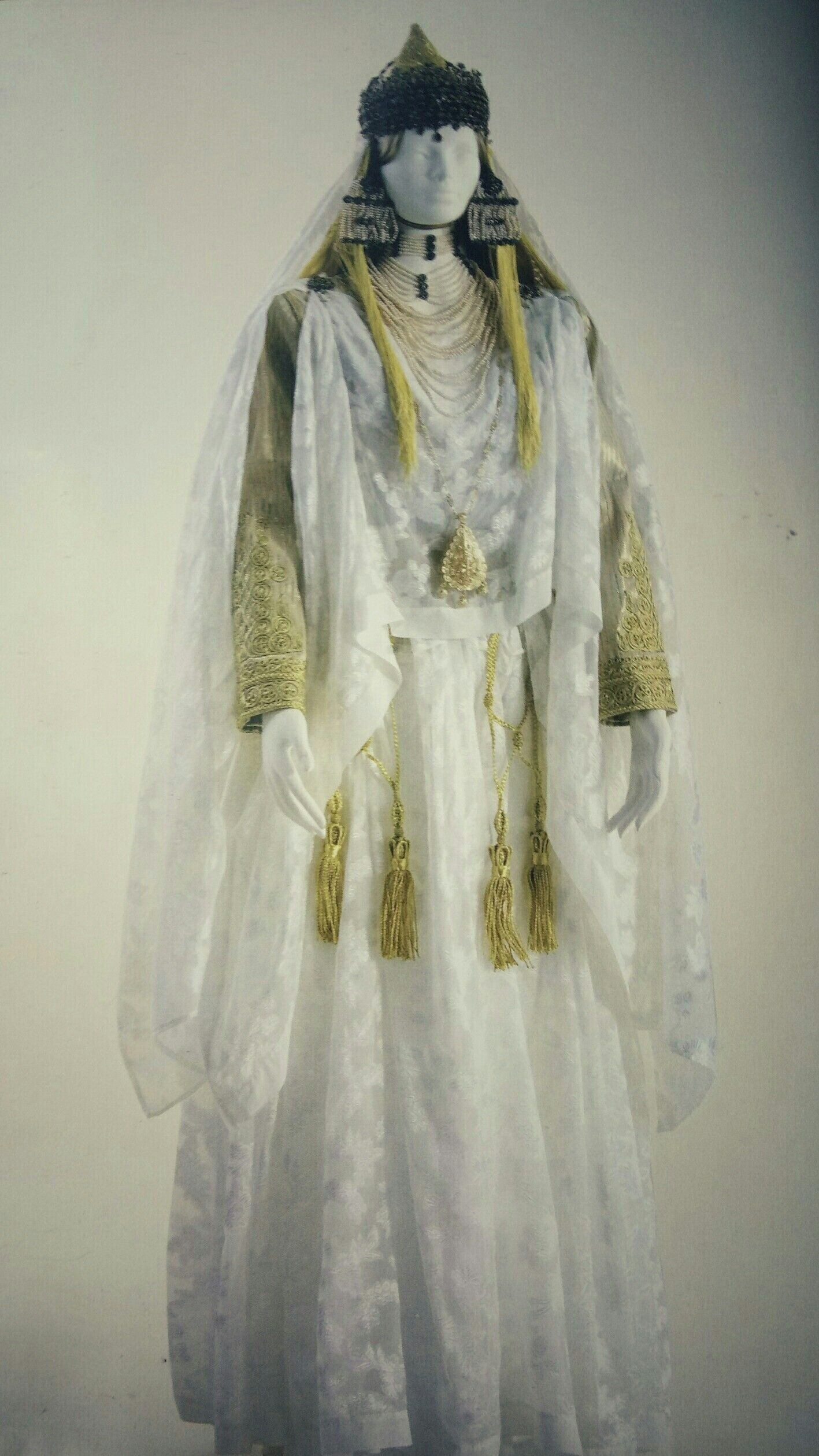
Rda de Tlemcen exposé à la citadelle d'El Mechouar.
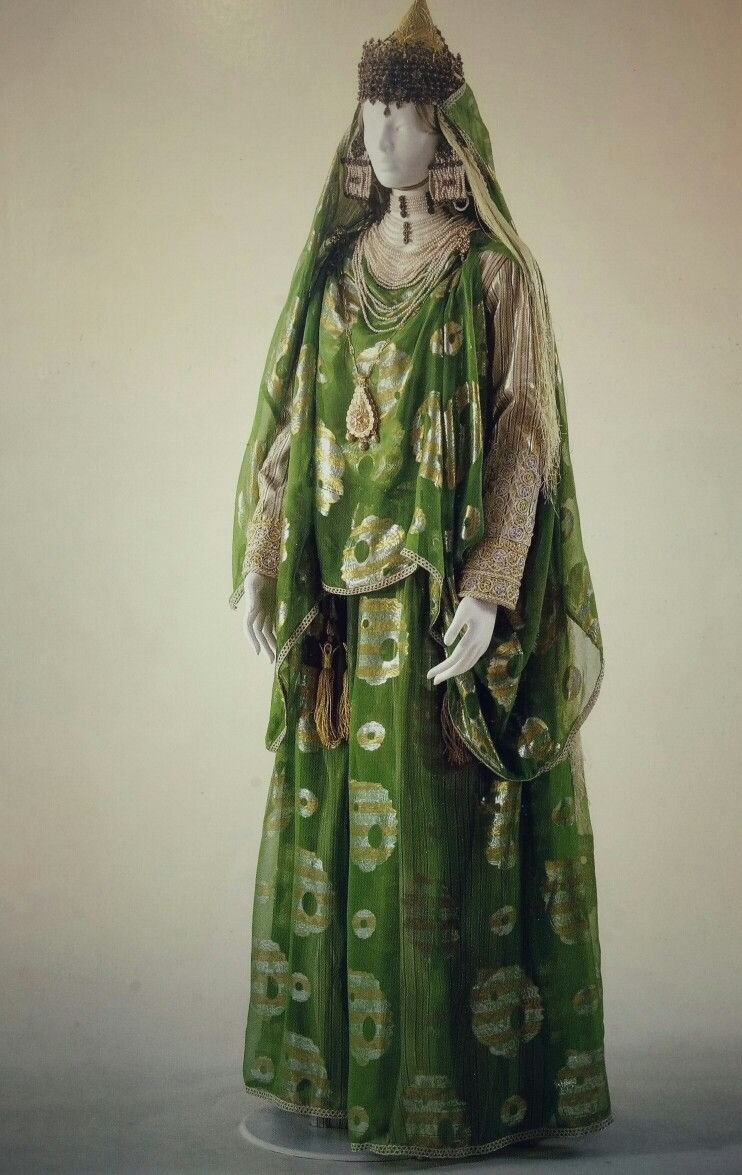
Rda de Tlemcen exposé à la citadelle d'El Mechouar.
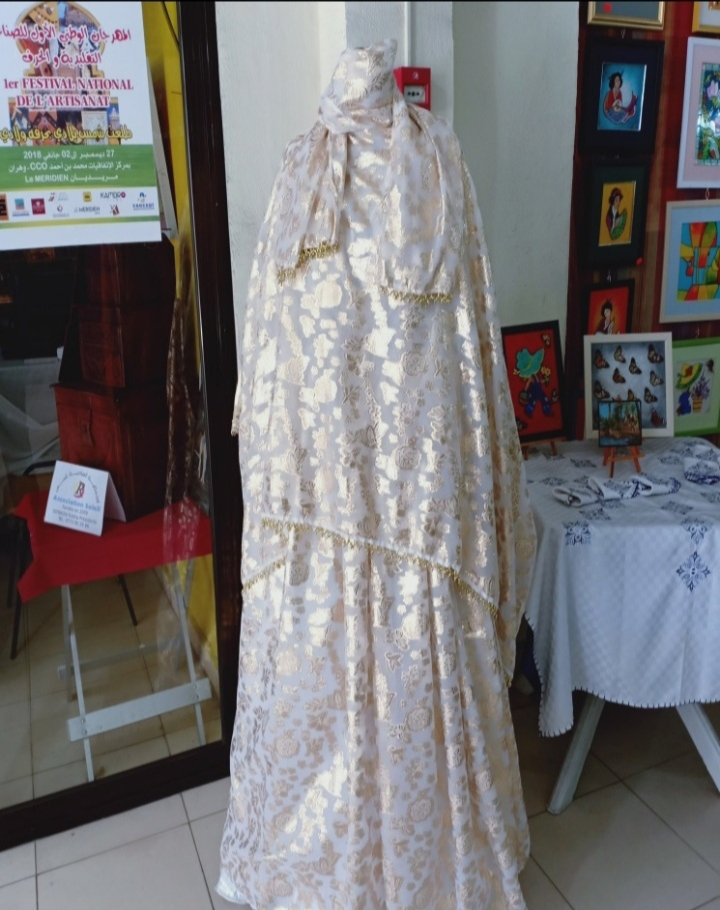
Le Rda Oranais.
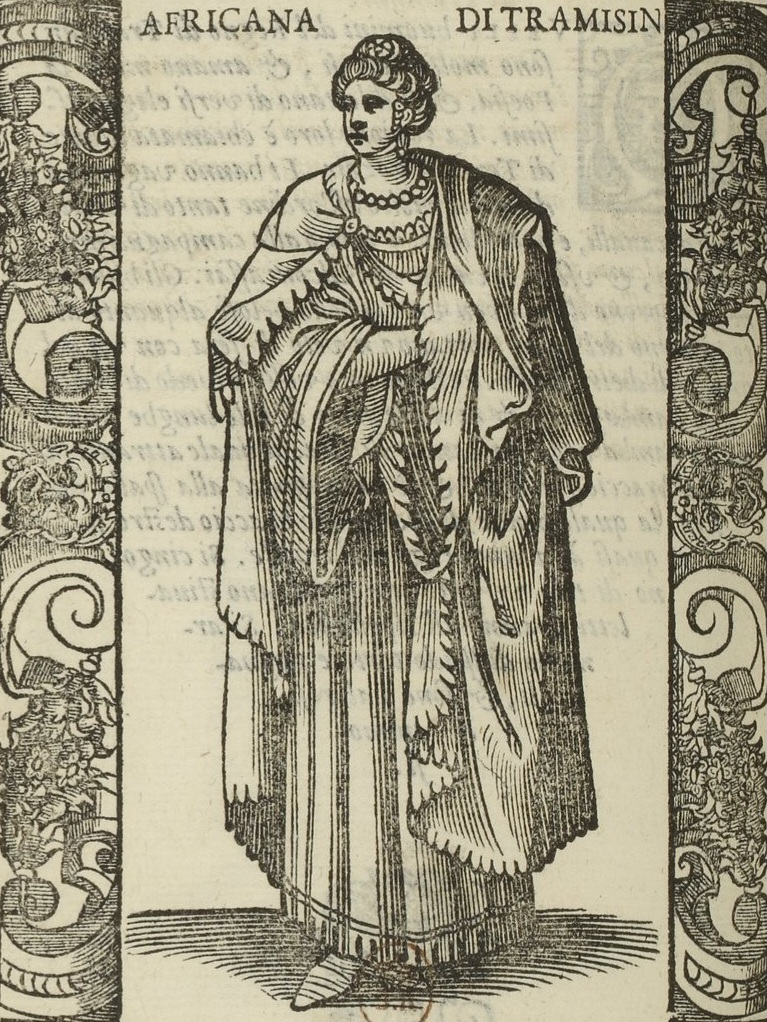
Gravure représentant une femme du royaume de Tlemcen, au XVIe siècle